# سووسي (كامبريدجشير)
سووسي (بالإنجليزية: Swavesey)‏ هي قرية و أبرشية مدنية تقع في المملكة المتحدة في إنجلترا. يقدر عدد سكانها بـ 2,480 نسمة .